# Ernst Bacon
 Ernst Lecher Bacon (* 26. Mai 1898 in Chicago; † 16. März 1990 in Orinda) war ein US-amerikanischer Komponist, Dirigent, Pianist und Musikpädagoge.
Bacon hatte den ersten Musik- und Klavierunterricht bei seiner Mutter Maria von Rosthorn Bacon, einer aus Österreich stammenden und dort ausgebildeten Musikerin. Er studierte von 1915 bis 1918 Mathematik an der Northwestern University, danach Musik an der University of Chicago (1919–20) und der University of California at Berkeley (Abschluss als M.A. mit der Chorkantate The Song of the Preacher als Masterarbeit 1935). Seine wichtigsten Lehrer waren Alexander Raab und Glenn Dillard Gunn (Klavier) sowie Ernest Bloch und Karl Weigl in Wien (Komposition). Seine Ausbildung als Dirigent erhielt er als Assistent von Eugène Aynsley Goossens beim Rochester Philharmonic Orchestra.
Von 1925 bis 1928 unterrichtete Bacon an der Eastman School der University of Rochester, danach bis 1930 an San Francisco Conservatory. 1935 gründete und leitete er das Carmel Bach Festival in Kalifornien, im Folgejahr leitete er das WPA Federal Music Project in San Francisco und dirigierte dessen Orchester. Von 1938 bis 1945 war er Dekan und Professor für Klavier am Converse College in Spartanburg, South Carolina, danach ging er an die Syracuse University, wo er bis zu seiner Emeritierung 1964 als Professor und Direktor der Musikschule wirkte. Neben seiner Lehrtätigkeit trat er erfolgreich als Pianist in den USA und Europa auf und veröffentlichte die Bücher Words on Music (1960) und Notes on the Piano (1963).
Neben großen Werken wie Sinfonien und Klavierkonzerten komponierte Bacon Kammermusik, Chorwerke und zahlreiche Lieder u. a. nach Texten von Walt Whitman, Elizabeth Barrett Browning und Cornel Lengyel. 22 Lieder nach Emily Dickinson wurden von Helen Boatwright mit dem Komponisten am Klavier aufgenommen. Für seine Zweite Sinfonie erhielt Bacon 1932 einen Pulitzerpreis. Außerdem erhielt er auch Auszeichnungen des National Institute of Arts and Letters, der American Society of Composers, Authors and Publishers und des National Endowment for the Arts.